# Mannetjies Roux
Francois du Toit "Mannetjies" Roux, (Victoria-West, 12 april 1939) is een voormalig Zuid-Afrikaans rugbyspeler. Hij speelde 27 interlands voor zijn land waarin hij zes tries maakte. Laurika Rauch maakte hem onsterfelijk met haar lied Stuur Groete aan Mannetjies Roux. In het Afrikaans wordt Mannetjies uitgesproken als Mannekies.